# Phlebotomus sergenti
Phlebotomus sergenti — вид двокрилих комах родини метелівкових (Psychodidae).

## Поширення
Вид досить поширений у Середземноморському регіоні. Phlebotomus sergenti трапляється в Іспанії, на Сицилії та Кіпрі, у Греції, Туреччині, Сирії, Ізраїлі, Лівані, Йорданії, Єгипті, Лівії, Тунісі, Алжирі та Марокко. Відмічений також на Балканах, у Вірменії та Грузії.

## Значення
Phlebotomus sergenti живиться кров'ю ссавців. Вид є переносником Leishmania tropica, Leishmania major і тосканського вірусу (Toscana virus) — збудників небезпечних захворювань людини.